# الكوثر في تفسير القرآن الكريم
الكوثر في تفسير القرآن هو تفسير شيعي للقرآن كتبه وجمعه العالم الشيعي الشهير محسن علي النجفي. وهو في المقام الأول باللغة الأردية، وهو أحد أفضل التفسيرات الأردية المتاحة للقرآن الكريم. بدأت هذه المهمة في عام 1990 وتم الانتهاء منها في تشرين الثاني 2014. صدرت الطبعة الأولى المكونة من 10 مجلدات في تشرين الثاني 2014.
وُلد الشيخ محسن علي النجفي في 1 كانون الثاني 1938 وتوفي في 9 كانون الثاني 2024. كان عالمًا أصوليًّا اثني عشريًّا باكستانيًّا ورئيسًا للعديد من الحوزات العلمية في جميع أنحاء باكستان. بالإضافة إلى ذلك، فهو أيضًا رئيس نظام التعليم أوسوة في باكستان. ودرس على يد آية الله العظمى أبي القاسم الخوئي في الحوزة العلمية بالنجف لمدة عشر سنوات. وفي وقت لاحق، أصبح الممثل الخاص لآية الله أبي القاسم الخوئي في باكستان. بعد وفاة أبي القاسم الخوئي أصبح الممثل الخاص للسيد علي السيستاني في باكستان.